# Clasificatorio de Hockey sobre césped para los XXIII Juegos Centroamericanos y del Caribe
El Clasificatorio de Hockey sobre césped a los Juegos Centroamericanos y del Caribe 2017, se disputó en Kingston (Jamaica), entre el 5 y el 12 de noviembre de 2017. El evento fue organizado por la Federación Panamericana de Hockey (FPH), y otorgó dos plazas ambos eventos del torneo de hockey sobre césped de los XXIII Juegos Centroamericanos y del Caribe.

## Participantes
Masculino
- Guatemala
- Guyana
- Jamaica
- Panamá
- Puerto Rico

Femenino
- Guatemala
- Guyana
- Jamaica
- Panamá
- Puerto Rico
- Bermudas

## Torneo masculino

### Fase de grupo
Todos los horarios corresponden a la hora legal de Jamaica (UTC-5:00).
     – Disputaran la final.

     – Disputaran el tercer puesto.

| Equipo      | J | G | E | P | GF | GC | DG  | PTS |
| ----------- | - | - | - | - | -- | -- | --- | --- |
| Jamaica     | 4 | 4 | 0 | 0 | 19 | 02 | +17 | 8   |
| Guyana      | 4 | 3 | 0 | 1 | 19 | 04 | +13 | 6   |
| Puerto Rico | 4 | 2 | 0 | 2 | 09 | 10 | -01 | 4   |
| Guatemala   | 4 | 1 | 0 | 3 | 07 | 14 | -07 | 2   |
| Panamá      | 4 | 0 | 0 | 4 | 02 | 26 | -24 | 0   |

- Resultados

| Fecha  | Hora  | Partido     | Partido | Partido     | Resultado |
| ------ | ----- | ----------- | ------- | ----------- | --------- |
| 05-nov | 08:30 | Guyana      | 01      | Puerto Rico | 4-1       |
| 05-nov | 10:30 | Jamaica     | 02      | Panamá      | 6-0       |
| 06-nov | 08:30 | Guatemala   | 03      | Panamá      | 6-0       |
| 06-nov | 10:30 | Jamaica     | 04      | Puerto Rico | 3-0       |
| 08-nov | 14:30 | Guyana      | 03      | Guatemala   | 4-0       |
| 08-nov | 16:30 | Puerto Rico | 04      | Panamá      | 5-2       |
| 09-nov | 14:30 | Panamá      | 07      | Guyana      | 0-9       |
| 10-nov | 09:30 | Jamaica     | 08      | Guatemala   | 7-0       |
| 11-nov | 14:30 | Guatemala   | 09      | Puerto Rico | 1-3       |
| 11-nov | 09:30 | Guyana      | 10      | Jamaica     | 2-3       |

### Fase final
| Fecha        | Hora  | Partido     | Partido | Partido   | Resultado |
| ------------ | ----- | ----------- | ------- | --------- | --------- |
| Tercer lugar |       |             |         |           |           |
| 12-nov       | 12:30 | Puerto Rico | 11      | Guatemala | 2-1       |
| Final        |       |             |         |           |           |
| 12-nov       | 17:30 | Jamaica     | 12      | Guyana    | 0-0       |

## Torneo femenino

### Fase de grupo
Todos los horarios corresponden a la hora legal de Jamaica (UTC-5:00).
     – Disputaron la final.

     – Disputaron el tercer puesto.

| Equipo      | J | G | E | P | GF | GC | DG  | PTS |
| ----------- | - | - | - | - | -- | -- | --- | --- |
| Guyana      | 4 | 2 | 2 | 0 | 09 | 00 | +06 | 6   |
| Jamaica     | 3 | 2 | 1 | 0 | 09 | 00 | +09 | 5   |
| Bermudas    | 4 | 2 | 1 | 1 | 08 | 03 | +05 | 5   |
| Puerto Rico | 3 | 1 | 2 | 0 | 04 | 00 | +04 | 4   |
| Guatemala   | 4 | 1 | 0 | 3 | 01 | 14 | -13 | 2   |
| Panamá      | 4 | 0 | 0 | 4 | 00 | 14 | -14 | 0   |

- Resultados

| Fecha  | Hora  | Partido     | Partido | Partido     | Resultado |
| ------ | ----- | ----------- | ------- | ----------- | --------- |
| 05-nov | 12:30 | Guyana      | 01      | Panamá      | 6-0       |
| 05-nov | 14:30 | Bermudas    | 02      | Puerto Rico | 0-0       |
| 05-nov | 16:30 | Jamaica     | 03      | Guatemala   | 6-0       |
| 06-nov | 12:30 | Guyana      | 04      | Puerto Rico | 0-0       |
| 06-nov | 14:30 | Bermudas    | 05      | Guatemala   | 4-0       |
| 06-nov | 16:30 | Panamá      | 06      | Jamaica     | 0-3       |
| 08-nov | 08:30 | Panamá      | 04      | Bermudas    | 0-4       |
| 08-nov | 12:30 | Guatemala   | 05      | Puerto Rico | 0-4       |
| 08-nov | 12:30 | Jamaica     | 06      | Guyana      | 0-0       |
| 09-nov | 08:00 | Guatemala   | 04      | Panamá      | 1-0       |
| 09-nov | 12:00 | Bermudas    | 05      | Guyana      | 0-3       |
| 09-nov | 12:00 | Puerto Rico | 06      | Jamaica     | -         |

### Fase final
| Fecha        | Hora  | Partido     | Partido | Partido  | Resultado    |
| ------------ | ----- | ----------- | ------- | -------- | ------------ |
| Quinto lugar |       |             |         |          |              |
| 12-nov       | 08:00 | Guatemala   | 16      | Panamá   | 0-0 (0-1 SO) |
| Tercer lugar |       |             |         |          |              |
| 12-nov       | 10:15 | Puerto Rico | 17      | Bermudas | 1-0          |
| Final        |       |             |         |          |              |
| 12-nov       | 14:45 | Jamaica     | 18      | Guyana   | 0-1          |

## Estadísticas

### Clasificación general
| Lugar             | Selección                                            | Calificación                            |
| ----------------- | ---------------------------------------------------- | --------------------------------------- |
| Medalla de oro    | [[Selección masculina de hockey sobre hierba de \|]] | Torneo masculino de hockey sobre césped |
| Medalla de plata  | [[Selección masculina de hockey sobre hierba de \|]] |                                         |
| Medalla de bronce | [[Selección masculina de hockey sobre hierba de \|]] |                                         |
| 4                 | [[Selección masculina de hockey sobre hierba de \|]] |                                         |
| 5                 | [[Selección masculina de hockey sobre hierba de \|]] |                                         |
| 6                 | [[Selección masculina de hockey sobre hierba de \|]] |                                         |